# Arthur Millett
Arthur Millett (Pittsfield, 21 aprile 1874 – Los Angeles, 24 febbraio 1952) è stato un attore statunitense che lavorò nel cinema iniziando la sua carriera all'epoca del muto.

## Filmografia
- The Lost Treasure, regia di Thomas Ricketts - cortometraggio (1914)
- Coals of Fire, regia di Thomas Ricketts - cortometraggio (1915)
- The Law of the Wilds, regia di Thomas Ricketts - cortometraggio (1915)
- The Land Just Over Yonder, regia di Julius Frankenburg (1916)
- Humanizing Mr. Winsby, regia di Julius Frankenburg (1916)
- The Hidden Spring, regia di E. Mason Hopper (1917)
- The Ship of Doom, regia di Wyndham Gittens (1917)
- Framing Framers, regia di Ferris Hartman o Henri D'Elba (1917)
- Without Honor, regia di E. Mason Hopper (1918)
- La vendetta del giapponese (Her American Husband), regia di E. Mason Hopper (1918)
- The Sea Panther, regia di Thomas N. Heffron (1918)
- The Hand at the Window, regia di Raymond Wells (1918)
- Paying His Debt, regia di Clifford Smith (1918)
- Madame Sphinx, regia di Thomas N. Heffron (1918)
- Station Content
- A Good Loser
- Shifting Sands, regia di Albert Parker (1918)
- Alias Mary Brown, regia di Henri D'Elba e, non accreditato, William C. Dowlan (1918)
- Todd of the Times, regia di Eliot Howe (1919)
- Whitewashed Walls, regia di Park Frame (1919)
- Bare-Fisted Gallagher, regia di Joseph Franz (1919)
- The Egg Crate Wallop, regia di Jerome Storm (1919)
- Dynamite, regia di Edward A. Kull - cortometraggio (1919)
- The Wild Westerner, regia di George Holt - cortometraggio (1919)
- Live Sparks, regia di Ernest C. Warde (1920)
- $30,000 (o Thirty Thousand Dollars), regia di Ernest C. Warde (1920)
- King Spruce, regia di Roy Clements (1920)
- Bubbles, regia di Wayne Mack (1920)
- Love Madness, regia di Joseph Henabery (1920)
- Drag Harlan, regia di J. Gordon Edwards (1920)
- A Beggar in Purple, regia di Edgar Lewis (1920)
- West Is West, regia di Val Paul (1920)
- The Scuttlers, regia di J. Gordon Edwards (1920)
- Hearts Up, regia di Val Paul (1921)
- Cold Steel
- A Broken Doll, regia di Allan Dwan (1921)
- The Match-Breaker, regia di Dallas M. Fitzgerald (1921)
- What No Man Knows, regia di Harry Garson (1921)
- Tracked to Earth, regia di William Worthington (1922)
- The Forest King, regia di Fred G. Hartman (1922)
- Gay and Devilish, regia di William A. Seiter (1922)
- Around the World in Eighteen Days
- A Man of Action, regia di James W. Horne (1923)
- Face to Face, regia di Robert N. Bradbury (1923) - cortometraggio (1923)
- The White Sin, regia di William A. Seiter (1924)
- Yankee Madness, regia di Charles R. Seeling (1924)
- A Girl of the Limberlost, regia di James Leo Meehan (1924)
- Hit and Run, regia di Edward Sedgwick (1924)
- American Manners, regia di James W. Horne (1924)
- The Crimson Runner, regia di Tom Forman (1925)
- Mistaken Orders, regia di J.P. McGowan (1925)
- The Open Switch, regia di J.P. McGowan (1925)
- The Wildcat, regia di Harry L. Fraser (1925)
- Your Husband's Past, regia di Fred Guiol - cortometraggio (1926)
- Glenister of the Mounted, regia di Harry Garson (1926)
- The Two-Gun Man, regia di David Kirkland (1926)
- The Buckaroo Kid, regia di Lynn Reynolds (1926)
- Notte di Capodanno a New-York (Wolf's Clothing), regia di Roy Del Ruth (1927)
- Il fratello minore (The Kid Brother)
- The Missing Link
- Bigger and Better Blondes, regia di James Parrott - cortometraggio (1927)
- Rich Men's Sons, regia di Ralph Graves (1927)
- The Glorious Fourth, regia di Robert F. McGowan - cortometraggio (1927)
- Range Courage, regia di Ernst Laemmle (1927)
- Shootin' Irons, regia di Richard Rosson (1927)
- A Low Necker
- Playin' Hookey, regia di Robert A. McGowan (1928)
- Ellery Queen, Master Detective, regia di Kurt Neumann (1940)